# 武黄燕

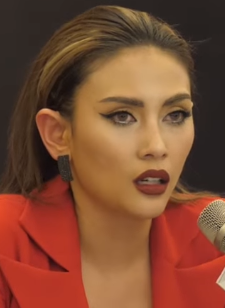

武黄燕（1988年10月29日—）出生在胡志明市一个富裕的家庭。是1995年奥黛小姐亚军黄华和一代著名平面模特黄莹的妹妹。是越南著名模特，演员。2006年入围越南摄影小姐选美比赛Top10，获得最佳表演风格奖。并开始步入模特行业。凭借身高1m78，三围：90-61-91，冷艳西方化的脸型和特殊神态，武黄燕很早在模特圈里证明了自己的地位。

## 参赛经历
- 2008年，越南超模大赛，金奖
- 2008年，越南环球小姐选美比赛，亚军
- 2009年，代表越南参加Miss Universe